# Caça furtiva em Mayotte
A caça furtiva em Mayotte, visa principalmente tartarugas, uma espécie ameaçada.